# CleanMyMac
CleanMyMac est un logiciel de maintenance et d'optimisation pour Macs développé par MacPaw,,, publié pour la première fois en 2008. Le logiciel est conçu pour optimiser les performances du système en supprimant les fichiers inutiles et en gérant l'espace disque,,.
En 2023, le logiciel a été téléchargé plus de 20 millions de fois,, et a reçu de nombreux prix, notamment le Red Dot Design Award, l'iF Design Award et l'UX Design Award,.

## Historique
CleanMyMac a été lancé en 2008, avec son code initial développé par Oleksandr Kosovan, PDG de MacPaw,.
Les principales versions de l’application ont été lancées en 2015, 2018, et 2024,. En 2018, CleanMyMac avait gagné plus de 5 millions d’utilisateurs,.
En 2020, le logiciel a reçu l'iF Design Award,, et en 2021 le Red Dot Design Award la même année,, il a reçu le soutien des processeurs Apple Silicon,. En 2022, le logiciel a été nommé pour les Webby Awards. En 2023, MacPaw a étendu ses opérations, ouvrant un bureau à Boston, en plus d'un bureau existant à Kiev,.

## Fonctions
CleanMyMac offre un ensemble de fonctionnalités visant à maintenir et à optimiser les ordinateurs Mac. Il associe une protection antivirus à des outils de nettoyage de l'espace disque,, de protection de la vie privée, d'optimisation des performances, de mise à jour des applications, de désinstallation de logiciels et de prévention des logiciels malveillants et des logiciels publicitaires. La fonctionnalité de suppression des logiciels malveillants du logiciel est assurée par le technologie Moonlock Engine exclusif de MacPaw,.
Les principales fonctionnalités comprennent la possibilité d'effacer les fichiers système inutilisés, les fichiers journaux et les fichiers temporaires. En outre, il offre une variété d'outils d'optimisation tels que des scripts de maintenance, des fonctions de réparation de disque et des options de réinitialisation des index et des bases de données du système.
Le logiciel comprend plusieurs modules tels que Entretien intelligent, Nettoyage, Protection, Performances, Applications, Mes fichiers inutiles et Assistant,,. La fonction Entretien intelligent permet de supprimer les fichiers système inutiles, de détecter les logiciels malveillants et de nettoyer la mémoire vive en un seul processus,.
Le logiciel est distribué à la fois sur le site officiel et sur l'App Store d’Apple. CleanMyMac fait également partie de la formule d'abonnement Setapp.